# The Longshot
The Longshot est un groupe de rock américain formé en 2018 à Oakland par le leader de Green Day, Billie Joe Armstrong.

## Histoire
Le groupe est formé en avril 2018 par Billie Joe Armstrong à la fin de la tournée mondiale Revolution Radio de Green Day. Armstrong est rejoint par le guitariste de tournée de Green Day de l'époque, Jeff Matika, qui choisit d'être le bassiste du groupe. Le batteur David S. Field et le guitariste rythmique Kevin Preston du groupe Prima Donna viennent compléter la formation. Preston a également été guitariste dans l'autre projet parallèle de Green Day, Foxboro Hot Tubs.
Le groupe sort discrètement son premier EP éponyme sur les plateformes de streaming le 12 avril 2018, suivi de l'annonce de son premier album studio, Love Is for Losers, sorti la semaine suivante. Pour promouvoir l'album, le groupe entreprend une tournée nord-américaine pour l'été.
Après la formation de The Longshot, de nombreux fans de Green Day se sont demandés si le groupe s'était séparé. Armstrong a nié ces affirmations, tout en dénonçant tous ceux qui spéculaient sur la séparation de Green Day en leur disant de « se taire ».
Le groupe a également sorti trois EPs supplémentaires avant et après Love Is for Losers ; Return to Sender, Razor Baby et Bullets . Armstrong a également utilisé le groupe pour sortir trois chansons qu'il avait écrites pour le film Ordinary World, dans lequel il joue comme acteur. La chanson « Devil's Kind » est sortie en single, tandis que « Body Bag » est paru sur Love Is for Losers et « Fever Blister » sur Razor Baby.

## Membres
- Billie Joe Armstrong - chant, guitare, production (2018–aujourd'hui)
- Jeff Matika - basse (2018–aujourd'hui)
- Kevin Preston - guitare rythmique (2018–aujourd'hui)
- David S. Field - batterie, production (2018–aujourd'hui)

## Discographie
Albums studios
- Love Is for Losers (2018)

EP
- The Longshot EP (2018)
- Retour to Sender (2018)
- Razor Baby (2018)
- Bullets (2018)

Singles
- « Devil's Kind » (2018)